# PZL.54 Ryś
PZL.54 Ryś (PZL-54) – projekt polskiego samolotu myśliwskiego konstrukcji inżynierów Franciszka Misztala i Tadeusza Tarczyńskiego, opracowywany w Państwowych Zakładach Lotniczych w roku 1939.

## Historia
Samolot ten stanowił ewolucyjne rozwinięcie myśliwca PZL.48 Lampart, wyposażone w nowe, mocniejsze silniki rzędowe Hispano-Suiza 12Z. Samolot miał być większy i cięższy od "Lamparta". Dzięki nowym silnikom miał posiadać lepsze osiągi oraz silniejsze uzbrojenie strzeleckie, w tym zdolność przenoszenia większej, bo 500 kilogramowej, bomby. Miał to być samolot wielozadaniowy, dzięki silnemu uzbrojeniu, zdolny także do misji szturmowych czy bombowych. W roku 1939 trwały prace projektowe. Budowę prototypu i rozwój samolotu przerwał wybuch II wojny światowej.
Podstawą projektu PZL.54 były nowe silniki rzędowe Hispano-Suiza, będące dopiero na etapie prac rozwojowych. Do roku 1939 silniki te z zakładanej mocy 1400 – 1600 KM osiągnęły jedynie 1000 KM. Stawiało to pod znakiem zapytania planowane osiągi "Rysia", czy nawet sens całego projektu PZL.54.

## Służba w lotnictwie
Samolot ten nigdy nie wyszedł poza stadium projektu i tym samym nigdy nie trafił do produkcji oraz służby w lotnictwie.

## Opis techniczny
Całkowicie metalowy (duralowy) dolnopłat. Podwozie samolotu klasyczne dwukołowe chowane z płozą ogonową. Usterzenie pionowe podwójne. Kabina pilota dwumiejscowa, zamknięta. Uzbrojenie stanowić miało 6 karabinów maszynowych kaliber 7,92 mm zamontowane w krawędzi natarcia skrzydeł i 2 działka kaliber 20 mm umieszczone w dziobie samolotu, oraz dwa sprzężone karabiny maszynowe (kaliber 7,92 mm) na stanowisku tylnego strzelca. Napęd miały stanowić dwa silniki rzędowe Hispano-Suiza 12Z o zakładanej mocy 1400 – 1600 KM każdy.

## Wersje
- PZL.54 Ryś – samolot myśliwski, projekt.

## Dane

### Ogólne charakterystyki
- Masa własna: około 4500 kg
- Masa całkowita: około 7000 kg
- Wymiary:
  - Rozpiętość: ? m
  - Długość: ? m
  - Wysokość: ? m
- Napęd: 2x1600 KM
- Uzbrojenie:
  - Strzeleckie: 8 karabinów maszynowych oraz 2 działka.
  - Bombowe: 500 kg bomba.

### Osiągi
- Prędkość maksymalna: (prognozowana) około 640 km/h
- Pułap: ? m
- Wznoszenie: ? m/s
- Zasięg: ? km